# RuPaul
RuPaul Andre Charles, mer känd som bara RuPaul, född 17 november 1960 i San Diego, Kalifornien, är en amerikansk skådespelare, dragqueen, fotomodell, författare, sångare, låtskrivare och programledare.

## Biografi
RuPaul blev känd på 1990-talet då han medverkade i en mängd tv-program, filmer, och musik. Tidigare hade han varit ett välkänt ansikte i Atlanta och New Yorks klubbliv. Han har även gjort vissa framträdanden under namnet RuPaul Charles, och har fått spela man i ett par roller.

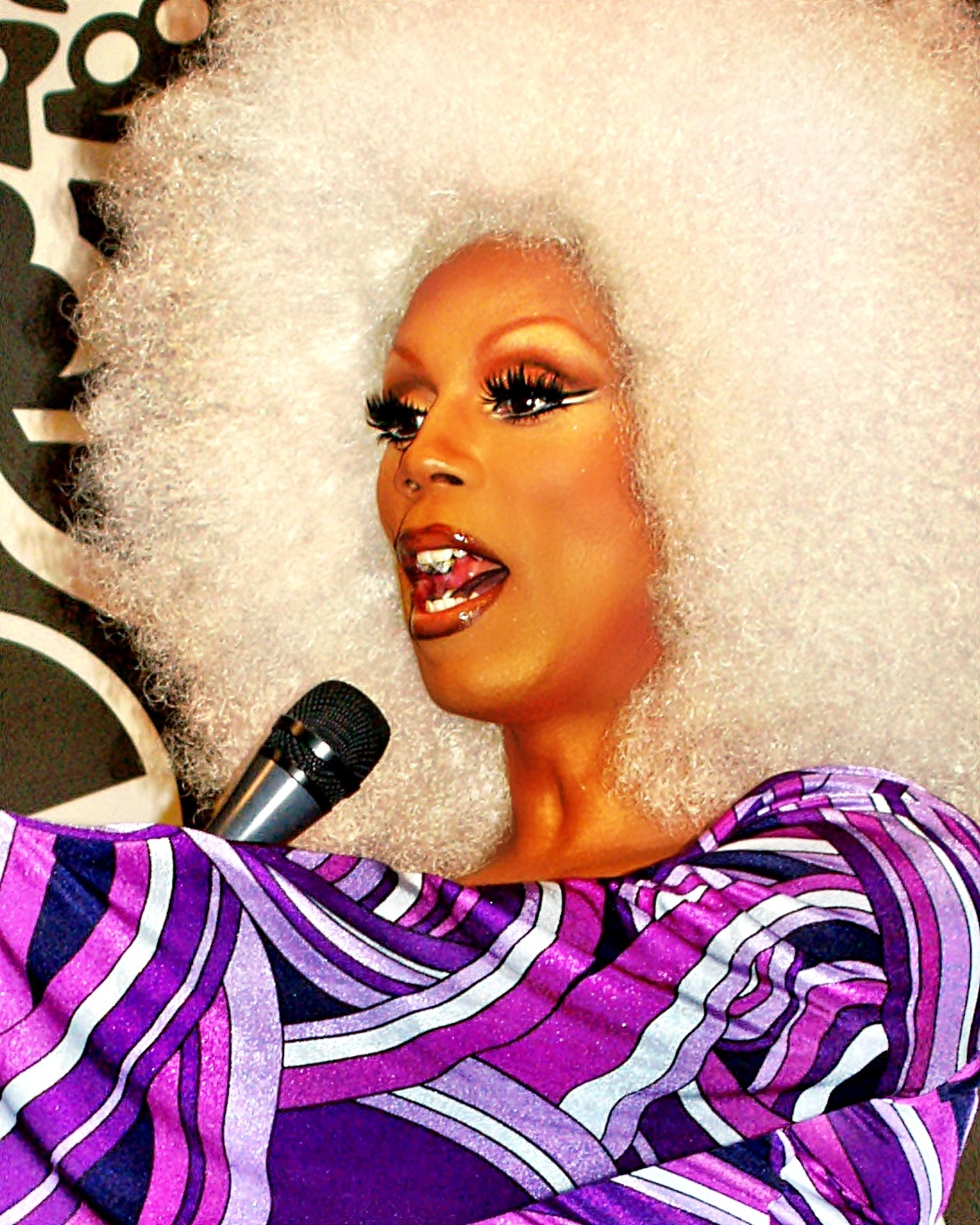
RuPaul i drag.

RuPaul är främst känd bland dragqueens för sin likgiltighet mot könsspecifika pronomen för honom – både "han" och "hon" har angetts godtagbara, som han själv uttryckt det: "Du kan kalla mig han. Du kan kalla mig hon. Du kan kalla mig mig Regis och Kathie Lee; Jag bryr mig inte! Så länge du kallar mig." Han var programledare för en kortlivad talkshow på VH1, och är för närvarande programledare i realityserien RuPauls dragrace som sänts på VH1 sedan 2009. RuPaul är även känd för sin hitlåt "Supermodel (You Better Work)".

## Diskografi
- Supermodel of the World (1993)
- Foxy Lady (1996)
- Red Hot (2004)
- Champion (2009)
- Glamazon (2011)
- Born Naked (2014)
- Slay Belles (2015)
- Butch Queen (2016)

## Filmografi

### Television
| År             | Titel                                                  | Roll                                                 | Kommentar                                                                  |
| -------------- | ------------------------------------------------------ | ---------------------------------------------------- | -------------------------------------------------------------------------- |
| 1994           | Sister, Sister                                         | Marje                                                |                                                                            |
| 1995           | In the House                                           | Kevin                                                |                                                                            |
| 1996–1998      | The RuPaul Show                                        | Sig själv (i drag), Värdinna                         | 100 avsnitt                                                                |
| 1996–1998      | Nash Bridges                                           | Simone Dubois                                        | 2 avsnitt                                                                  |
| 1998           | Herkules                                               | Rock Guardian                                        | Första säsongen, avsnitt 15: "Hercules and the Girdle of Hyppolyte" (röst) |
| 1998           | Sabrina tonårshäxan                                    | Häxdomare/Frisör                                     |                                                                            |
| 1998           | Walker, Texas Ranger                                   | Bob                                                  |                                                                            |
| 2001           | Popular                                                | Sweet Honey Child                                    |                                                                            |
| 2001           | Port Charles                                           | Madame Alicia                                        |                                                                            |
| 2002           | Son of the Beach                                       | Heinous Anus                                         | Kallad för RuPaul Charles i eftertexterna                                  |
| 2009.          | Rick & Steve: The Happiest Gay Couple in All the World | Tyler                                                |                                                                            |
| 2009–nuvarande | RuPauls dragrace                                       | Sig själv (i och ur drag) - Programledare och Domare | Även producent                                                             |
| 2010           | Ugly Betty                                             | Rudolph, Emcee of the Cabaret                        |                                                                            |
| 2010–2012      | RuPaul's Drag U                                        | Sig själv (ur drag) - Programledare                  | Även producent                                                             |
| 2012           | RuPaul's All Stars Drag Race                           | Sig själv (i och ur drag) - Programledare och Domare | Även producent                                                             |
| 2013           | Life With La Toya                                      | Sig själv (ur drag), Gäst                            |                                                                            |
| 2013           | Lady Gaga and the Muppets' Holiday Spectacular         | Sig själv (i drag), Gästartist                       | Framförde "Fashion!" tillsammans med Lady Gaga                             |
| 2014           | The Face                                               | Sig själv (ur drag) - Gästdomare                     | [ 4 ]                                                                      |
| 2014           | Skin Wars                                              | Domare                                               |                                                                            |
| 2014           | Mystery Girls                                          | Emillo                                               | Gäst, avsnitt: "Bag Ladies"                                                |
| 2014           | The Comeback                                           | Sig själv (ur drag)                                  | Gäst, avsnitt: "Valerie Films A Pilot"                                     |
| 2015           | Harvey Beaks                                           | Jackie Slitherstein                                  | Gäst, avsnitt: "Harvey's Favorite Book"                                    |
| 2015           | Good Work                                              | Programledare                                        |                                                                            |
| 2015           | Bubble Guppies                                         | Drag-snigel/Domare                                   | Gäst, avsnitt: "Costume Boxing"                                            |
| 2016           | Gay for Play                                           | Programledare                                        |                                                                            |
| 2021-2022      | Amphibia                                               | Mr. X                                                | 4 avsnitt Kallad för RuPaul Charles i eftertexterna                        |

### Filmer
| År   | Titel                              | Roll                   |
| ---- | ---------------------------------- | ---------------------- |
| 1987 | RuPaul Is: Starbooty!              | Starbooty              |
| 1994 | Crooklyn                           | Connie, Bodega-kvinnan |
| 1995 | The Brady Bunch Movie              | Mrs Cummings           |
| 1995 | Wigstock: The Movie                | Sig själv              |
| 1995 | Blue in the Face                   | Dansare                |
| 1995 | High Heels                         | Rachel Tensions        |
| 1995 | Red Ribbon Blues                   | Duke                   |
| 1995 | A Mother's Prayer                  | Diakonen "Dede"        |
| 1996 | Jakten                             | Sig själv              |
| 1996 | A Very Brady Sequel                | Mrs Cummings           |
| 1998 | An Unexpected Life                 | Charles                |
| 1999 | EDtv                               | RuPaul                 |
| 1999 | But I'm a Cheerleader              | Mike                   |
| 2000 | The Eyes of Tammy Faye             | Berättare              |
| 2000 | The Truth About Jane               | Jimmy                  |
| 2000 | For the Love of May                | Jimbo                  |
| 2001 | Who is Cletis Tout?                | Ginger Markum          |
| 2005 | Michael Lucas' Dangerous Liaisons  | Cameo                  |
| 2006 | Work it Girl: The Music videos     |                        |
| 2006 | Zombie Prom: The Movie             | Delilah Strict         |
| 2007 | Starrbooty                         | Starrbooty/Cupcake     |
| 2008 | Another Gay Sequel: Gays Gone Wild | Tyrell Tyrelle         |
| 2019 | Someone Great                      | Hype                   |

### Kortfilmer
| År   | Titel                                                  | Roll        |
| ---- | ------------------------------------------------------ | ----------- |
| 1983 | The Blue Boy Terror                                    |             |
| 1983 | Wild Thing                                             |             |
| 1983 | Terror II                                              |             |
| 1984 | Terror 3D                                              |             |
| 1986 | Mahogany II                                            |             |
| 1986 | Psycho Bitch                                           |             |
| 1986 | American Porn Star                                     |             |
| 1987 | Voyeur                                                 |             |
| 1987 | Police Lady                                            |             |
| 1989 | Cupcake                                                |             |
| 1989 | Vampire Hustlers                                       |             |
| 1989 | Beauty                                                 |             |
| 1997 | Shantay                                                | Shantay     |
| 1999 | Rick & Steve: The Happiest Gay Couple in All the World | Daryl.com   |
| 2004 | Skin Walker                                            |             |
| 2006 | Zombie Prom                                            | Mrs. Strict |
| 2008 | How We Got Over                                        |             |

## Priser och nomineringar
| År   | Kategori                                              | Gala                             | Resultat  |
| ---- | ----------------------------------------------------- | -------------------------------- | --------- |
| 1993 | Bästa dansvideo – "Supermodel (You Better Work)"      | 1993 MTV Video Music Awards      | Nominerad |
| 1999 | GLAAD Vito Russo-priset                               | 20:e GLAAD Media Awards          | Vinst     |
| 2010 | Enastående realityserie – RuPauls dragrace            | 21:a GLAAD Media Awards          | Vinst     |
| 2010 | Bästa nya nöje – RuPauls dragrace                     | NewNowNext Awards                | Vinst     |
| 2012 | Bästa realityprogramvärd - RuPauls dragrace           | Critics' Choice Television Award | Nominerad |
| 2012 | Bästa Domare/Värd i Realityserie - RuPauls dragrace   | TV.coms Best of 2012 Awards      | Vinst     |
| 2013 | Bästa realityprogramvärd - RuPauls dragrace           | Critics' Choice Television Award | Nominerad |
| 2013 | Bäst klädda domare i reailityserie - RuPauls dragrace | Entertainment Weekly             | Vinst     |
| 2013 | Bästa realityprogramvärd/domare - RuPauls dragrace    | TV.coms Best of 2013 Awards      | Vinst     |